# Gralha-do-campo
Gaio-de-poupa-revirada, gralha-do-campo (Cyanocorax cristatellus) é uma ave passeriforme da família Corvidae. Identificada por Temminck em 1823.

## Outros nomes, grafias e etimologia
Conhecida também como gralha-de-topete, gralha-do-peito-branco, espanta-boiada (Goiás), cancão-da-chapada (Maranhão), pega (Piauí) e gralha-do-cerrado. Seu nome científico significa: do (grego) kyanos = azul intenso, azul escuro; e korax = corvo; e do (latim) cristatella, cristatellus, cristatus = com crista, emplumada, com pluma na cabeça. ⇒ Corvo azul com crista ou corvo azul com pluma na cabeça.

## Evolução
Como parâmetro de coevolução de espécies, as gralhas utilizam as formigas na higiene da plumagem, esfregando os insetos vivos nas asas para gozar o efeito do ácido fórmico, atividade que é tratada como "formicar-se".

## Distribuição e Habitat
A espécie é nativa dos cerrados e da caatinga. No Brasil, ocorre na Região Centro-oeste e nos estados do Maranhão, Piauí, Bahia, Minas Gerais, Rio de Janeiro e São Paulo. Também é encontrada na Bolívia e no Paraguai. Além de ser encontrada também nos trechos bem ralos e ensolarados, interrompidos por campos.
São arbícolas. Vivem em cerrado aberto, em regiões de transição entre áreas campestres e áreas mais densamente arborizadas.
Costumam viver em bandos de 5 a 12 indivíduos, em lugares ermos são mansos e fáceis de serem observados. Seus gestos são múltiplos. A demonstração mais comum é um inclinar do corpo para a frente e para baixo, acompanhado por um longo esticar do pescoço alternadamente para a esquerda e para a direita, e um levantar rítmico da cauda. Voam  bem, locomovem-se às vezes no alto, acima das árvores, em percurso levemente ondulado.

## Descrição
Possui plumagem das asas e do dorso azul-escura, cabeça e pescoço negros e partes inferiores brancas. . A íris é vermelha.
Alcança até 35 cm de comprimento e 178g. Possui plumagem nas longas asas. Apresenta uma notável crista (topete) frontal prolongado, separado do píleo (alto da cabeça). Manto violeta-azul escuro no dorso, a barriga e os dois terços apicais da curta cauda são brancos .
As vivacidade das gralhas vem do fato dos corvídeos serem dotados do índice cerebral mais alto na classe Aves, após os psitacídeos (14,60 e 14,95 respectivamente).

## Comportamento
Foi registrado que o animal pode exibir o comportamento de “martelar” troncos para provocar pontos de ruptura em cascas de árvores, permitindo que a ave as remova e se alimente de insetos sob a casca.
A gralha-do-campo é uma das nossas gralhas mais barulhentas. Voz: forte "grä", "grä", "grä-grä-grä", às vezes 8 a 10 vezes repetidos.
Locomove-se facilmente entre os galhos fechados de uma árvore, dando pulos e fazendo voos curtos.
Os bandos costumam ter um território e normalmente percorrem um mesmo trajeto todos os dias, tornando previsíveis seus horários de visita a certos locais em alguns casos. São encontradas em vários locais, mas raramente descem ao solo. Passam a maior parte do tempo em árvores altas, até mesmo de espécies introduzidas como o eucalipto e pinheiros.

## Ecologia

### Dieta
Onívora, sua ampla dieta inclui frutos (40%), insetos (47%), sementes e bagas (12%), pequenos répteis (1%), ovos de outras espécies de pássaros e de aves domésticas como a galinha. Por essa última preferência, é muito combatida e rechaçada. Eventualmente se alimenta em comedouros com sementes e quirera de milho, a utilização como alimento de larvas de vespas de papel (marimbondos). Para fugir do ataque dos insetos, a gralha fica na parte de cima de uma folha de bananeira ou palmeira e faz um furo para alcançar as larvas, que ficam no ninho, na parte de baixo da folha. Caçam em qualquer altura.

### Reprodução
Nidifica sobre árvores do cerrado. O ninho é feito de gravetos em meia tigela. Põe de três a quatro ovos, tem um campo azul-claro e numerosas manchas pardas espaças pela superfície. A incubação varia de 16 a 18 dias. A reprodução é dada de forma cooperativa. Várias fêmeas podem botar seus ovos em um mesmo ninhos e quase todos os indivíduos ajudam na proteção e alimentação dos filhotes.
O imaturo é reconhecível ainda com 6 meses pelo topete curto.

### Predadores
Alguns gaviões do Cerrado.

## Conservação
Não globalmente ameaçado (menor preocupação).